# استيبان
استيبان (بالإنجليزية: Esteban)‏ هو كاتب أغاني وعازف قيثارة أمريكي، ولد في 1948 في بيتسبرغ في الولايات المتحدة.

## وصلات خارجية
- استيبان على موقع ميوزك برينز (الإنجليزية)
- استيبان على موقع ديسكوغز (الإنجليزية)